# 臺灣自行車登山王挑戰
{{#if:2023年|
臺灣自行車登山王挑戰（Taiwan KOM Challenge）是每年在臺灣舉辦的一項自行車競賽活動，比賽路線全程105公里，從海拔0公尺的花蓮七星潭海邊，一路騎到海拔3275公尺的合歡山武嶺。

## 評價
法國最大自行車雜誌Le Cycle曾將此賽事列為世界10條最艱難和最美的50條自行車賽路線之一。
2015年台灣自行車登山王冠軍 Damien Frederic Monir 在封王後開心的說「這是場令人驚豔的挑戰，很高興能夠身在其中並拿下第一。這樣的比賽，我建議每個車手此生都應該來嘗試一次。」

## 歷年臺灣自行車登山王
2022年10月28日: 約翰·艾伯森，丹麥，时间02:05:34.95。因大雨造成路塌，終點由武嶺移到碧綠神木
2021年10月29日(晴, 9℃): 馮俊凱，台灣，巴林勝利車隊(Team Bahrain Victorious)，時間:03:33:21  
2020年10月23日(小雨, 7℃): 約翰·艾伯森，丹麥，時間:03:26:50 
2019年10月25日(晴): Anthon Charmig，丹麥，時間:03:24:24.81
2018年10月26日: 約翰·艾伯森，丹麥，時間:03:26:01
2017年10月20日:文森佐·尼巴利(Vincenzo Nibali)，義大利，時間:03:19:54
2016年10月28日: Oscar Pujol Munoz，西班牙，日本職業車隊右京車隊（Team UKYO），時間:03:29:43.92
2015年10月30日: Damien Frederic Monir，法國，個人，時間:03:34:19.86
2014年11月15日: 約翰·艾伯森，丹麥， Atlas/black Inc車隊，時間：03:40:05.78
2013年11月9日: Rahim Emami，伊朗，RTS-SANTIC Racing Team，時間：03:26:59
2012年11月10日: 約翰·艾伯森，丹麥，時間:3:27:25

## 主辦單位
- 中華民國自行車騎士協會

## 協力與指導單位
- 中華民國交通部
- 中華民國交通部觀光局
- 花蓮縣政府
- 南投縣政府